# Денгеле
Район Денґеле (фр. Denguélé) — один з 14 районів Кот-д'Івуару, знаходиться на північному заході країни. Адміністративний центр — місто Одіенне.
9°30′ пн. ш. 7°34′ зх. д. / 9.500° пн. ш. 7.567° зх. д.

## Створення
Район Денґуеле був створений 28 серпня 2011 року після адміністративної реоформи у Кот-д'Івуар. Територія району складалася з колишньої області Денґуеле.

## Географія
На півдні межує з районом Вороба, на сході з Саван, на заході з Гвінеєю, на півночі з Малі.

## Населення
За даними перепису 2014 року, Район Денґуеле з населенням у 289 779 осіб є найменш населеним районом країни.
У районі більшість населення, за походженням, є малінке.

## Адміністративний поділ
Ділиться на два регіони та 7 департаментів.
- Регіон Фолон, 96,415 осіб.
- Регіон Кабадуґу,  193,364 осіб.

## Економіка
Район є переважно сільськогосподарським, населення займається вирощуванням бавовни.